# 北豊原駅
北豊原駅（きたとよはらえき）は、かつて樺太豊原市に存在した鉄道省樺太東線の駅である。現在はロシア鉄道極東鉄道支社サハリン地域部のユジノサハリンスク＝グルゾヴォイ駅（ст. Южно-Сахалинск-Грузовой）である。「グルゾヴォイ」とはロシア語で貨物を意味する。

## 歴史
- 1925年（大正14年）6月20日 - 樺太庁鉄道東海岸線の北豊原信号場として開業[1]。
- 1928年（昭和3年）12月1日 - 北豊原駅に昇格[1]。
- 1943年（昭和18年）4月1日 - 南樺太の内地化により、鉄道省に移管。
- 1945年（昭和20年）
  - 7月15日 - 豊真線の線路付替えにより、豊真線列車の直通開始。
  - 8月 - ソ連軍が南樺太へ侵攻、占領し、駅も含め全線がソ連軍に接収される。
- 1946年
  - 2月1日 - 日本の国有鉄道の駅としては書類上廃止。
  - 4月1日 - ソ連国鉄に編入。ロシア語駅名は「ウラジミロフカ」。
- 1950年 - ユジノサハリンスク＝グルゾヴォイ駅に改称。

## 現在の駅構造
単式ホームを有する地上駅。駅舎が設けられているが基本的に乗客には開放されておらず、直接ホームに入る構造である。輸送担当の駅員は配置されているが、営業面では駅員無配置である。

## 運行状況
（1944年当時）

樺太東線のほか、川上線と豊真線の列車が直通し、利用可能であった。
- 樺太東線
  - 上りは大泊駅行き5本と、豊原駅行き2本、大泊港駅行きが1本が運行されていた。
  - 下りは落合駅行き4本と、敷香駅行き2本と上敷香駅行きと知取駅行き各1本が運行されていた。
- 川上線（豊原駅 - 川上炭山駅）間4往復と豊真線（豊原駅 - 真岡駅）間3往復が運行されていた。

この駅からは王子製紙豊原工場への専用線が分岐していた。
現在はユジノサハリンスク駅とチーハヤ駅、トマリ駅発着の各1往復が停車し、特急は通過する。

## 駅周辺
- 樺太製薬株式会社

## 隣の駅
鉄道省樺太鉄道局
樺太東線
豊原駅 - 北豊原駅 - 豊北駅